# Seznam ulic v Rožnově pod Radhoštěm
Seznam 137 pojmenovaných ulic, z toho 2 náměstí v Rožnově pod Radhoštěm. Náměstí jsou vyznačena tučně.
| Název                                          | Obrázek                              | Kód     | Galerie                                                                           |
| ---------------------------------------------- | ------------------------------------ | ------- | --------------------------------------------------------------------------------- |
| 1. máje                                        |                                      | 631639  | Kategorie „1. máje (Rožnov pod Radhoštěm)“ na Wikimedia Commons                   |
| 5. května                                      |                                      | 631647  | Kategorie „5. května (Rožnov pod Radhoštěm)“ na Wikimedia Commons                 |
| Bačová                                         |                                      | 631655  | Kategorie „Bačová (Rožnov pod Radhoštěm)“ na Wikimedia Commons                    |
| Bayerova                                       |                                      | 631655  | Kategorie „Bayerova (Rožnov pod Radhoštěm)“ na Wikimedia Commons                  |
| Beskydská                                      |                                      | 631663  | Kategorie „Beskydská (Rožnov pod Radhoštěm)“ na Wikimedia Commons                 |
| Bezručova                                      |                                      | 631671  | Kategorie „Bezručova (Rožnov pod Radhoštěm)“ na Wikimedia Commons                 |
| Borová                                         |                                      | 631841  | Kategorie „Borová (Rožnov pod Radhoštěm)“ na Wikimedia Commons                    |
| Boženy Němcové                                 |                                      | 631680  | Kategorie „Boženy Němcové (Rožnov pod Radhoštěm)“ na Wikimedia Commons            |
| Bučiska                                        |                                      | 631698  | Kategorie „Bučiska (Rožnov pod Radhoštěm)“ na Wikimedia Commons                   |
| Čechova                                        |                                      | 631728  | Kategorie „Čechova (Rožnov pod Radhoštěm)“ na Wikimedia Commons                   |
| Československé armády                          |                                      | 631736  | Kategorie „Československé armády (Rožnov pod Radhoštěm)“ na Wikimedia Commons     |
| Dolní Dráhy                                    |                                      | 739251  | Kategorie „Dolní Dráhy (Rožnov pod Radhoštěm)“ na Wikimedia Commons               |
| Dolní Paseky                                   |                                      | 631744  | Kategorie „Dolní Paseky (Rožnov pod Radhoštěm)“ na Wikimedia Commons              |
| Dopravní                                       |                                      | 703605  | Kategorie „Dopravní (Rožnov pod Radhoštěm)“ na Wikimedia Commons                  |
| Dr. Milady Horákové                            |                                      | 632210  | Kategorie „Dr. Milady Horákové (Rožnov pod Radhoštěm)“ na Wikimedia Commons       |
| Drobníkova                                     |                                      | 739090  | Kategorie „Drobníkova (Rožnov pod Radhoštěm)“ na Wikimedia Commons                |
| Družstevní                                     |                                      | 631752  | Kategorie „Družstevní (Rožnov pod Radhoštěm)“ na Wikimedia Commons                |
| Dubková                                        |                                      | 632236  | Kategorie „Dubková (Rožnov pod Radhoštěm)“ na Wikimedia Commons                   |
| Frenštátská                                    |                                      | 738956  | Kategorie „Frenštátská (Rožnov pod Radhoštěm)“ na Wikimedia Commons               |
| Habrová                                        |                                      | 739103  | Kategorie „Habrová (Rožnov pod Radhoštěm)“ na Wikimedia Commons                   |
| Hasičská                                       |                                      | 703613  | Kategorie „Hasičská (Rožnov pod Radhoštěm)“ na Wikimedia Commons                  |
| Hážovice (článek o katastrálním území Rožnova) |                                      | 631761  | Kategorie „Hážovice“ na Wikimedia Commons                                         |
| Horečky                                        |                                      | 739260  | Kategorie „Horečky (Rožnov pod Radhoštěm)“ na Wikimedia Commons                   |
| Horní Dráhy                                    |                                      | 739278  | Kategorie „Horní Dráhy (Rožnov pod Radhoštěm)“ na Wikimedia Commons               |
| Horní Kouty                                    |                                      | 738964  | Kategorie „Horní Kouty (Rožnov pod Radhoštěm)“ na Wikimedia Commons               |
| Horní Paseky                                   |                                      | 631779  | Kategorie „Horní Paseky (Rožnov pod Radhoštěm)“ na Wikimedia Commons              |
| Horská                                         |                                      | 631787  | Kategorie „Horská (Rožnov pod Radhoštěm)“ na Wikimedia Commons                    |
| Hradisko                                       |                                      | 631795  | Kategorie „Hradisko (Rožnov pod Radhoštěm)“ na Wikimedia Commons                  |
| Hradišťko                                      |                                      | 631809  | Kategorie „Hradišťko (Rožnov pod Radhoštěm)“ na Wikimedia Commons                 |
| Hrnčířská                                      |                                      | 739367  | Kategorie „Hrnčířská (Rožnov pod Radhoštěm)“ na Wikimedia Commons                 |
| Chobot                                         |                                      | 631701  | Kategorie „Chobot (Rožnov pod Radhoštěm)“ na Wikimedia Commons                    |
| Chodská                                        |                                      | 631710  | Kategorie „Chodská (Rožnov pod Radhoštěm)“ na Wikimedia Commons                   |
| Jahnova                                        |                                      | 739111  | Kategorie „Jahnova (Rožnov pod Radhoštěm)“ na Wikimedia Commons                   |
| Jarní                                          |                                      | 738972  | Kategorie „Jarní (Rožnov pod Radhoštěm)“ na Wikimedia Commons                     |
| Jaroňkova                                      |                                      | 632244  | Kategorie „Jaroňkova (Rožnov pod Radhoštěm)“ na Wikimedia Commons                 |
| Jasanová                                       |                                      | 739286  | Kategorie „Jasanová (Rožnov pod Radhoštěm)“ na Wikimedia Commons                  |
| Javornická                                     |                                      | 631817  | Kategorie „Javornická (Rožnov pod Radhoštěm)“ na Wikimedia Commons                |
| Javorová                                       |                                      | 739120  | Kategorie „Javorová (Rožnov pod Radhoštěm)“ na Wikimedia Commons                  |
| Jiřího Wolkera                                 |                                      | 631825  | Kategorie „Jiřího Wolkera (Rožnov pod Radhoštěm)“ na Wikimedia Commons            |
| Julia Fučíka                                   |                                      | 631833  | Kategorie „Julia Fučíka (Rožnov pod Radhoštěm)“ na Wikimedia Commons              |
| Jurajdova                                      |                                      | 739294  | Kategorie „Jurajdova (Rožnov pod Radhoštěm)“ na Wikimedia Commons                 |
| Karlova                                        |                                      | 632252  | Kategorie „Karlova (Rožnov pod Radhoštěm)“ na Wikimedia Commons                   |
| Kinských                                       |                                      | 738981  | Kategorie „Kinských (Rožnov pod Radhoštěm)“ na Wikimedia Commons                  |
| Koryčanské Paseky                              |                                      | 632261  | Kategorie „Koryčanské Paseky (Rožnov pod Radhoštěm)“ na Wikimedia Commons         |
| Košíkářská                                     |                                      | 796689  | Kategorie „Košíkářská (Rožnov pod Radhoštěm)“ na Wikimedia Commons                |
| Kramolišov                                     |                                      | 631850  | Kategorie „Kramolišov (Rožnov pod Radhoštěm)“ na Wikimedia Commons                |
| Kročákova                                      |                                      | 738999  | Kategorie „Kročákova (Rožnov pod Radhoštěm)“ na Wikimedia Commons                 |
| Kulišťákova                                    |                                      | 739308  | Kategorie „Kulišťákova (Rožnov pod Radhoštěm)“ na Wikimedia Commons               |
| Kulturní                                       |                                      | 631868  | Kategorie „Kulturní (Rožnov pod Radhoštěm)“ na Wikimedia Commons                  |
| Květinová                                      |                                      | 739138  | Kategorie „Květinová (Rožnov pod Radhoštěm)“ na Wikimedia Commons                 |
| Láň                                            |                                      | 632279  | Kategorie „Láň (Rožnov pod Radhoštěm)“ na Wikimedia Commons                       |
| Láz                                            |                                      | 631876  | Kategorie „Láz (Rožnov pod Radhoštěm)“ na Wikimedia Commons                       |
| Lesní                                          |                                      | 631884  | Kategorie „Lesní (Rožnov pod Radhoštěm)“ na Wikimedia Commons                     |
| Letenská                                       |                                      | 631892  | Kategorie „Letenská (Rožnov pod Radhoštěm)“ na Wikimedia Commons                  |
| Lipová                                         |                                      | 739006  | Kategorie „Lipová (Rožnov pod Radhoštěm)“ na Wikimedia Commons                    |
| Luční                                          |                                      | 739316  | Kategorie „Luční (Rožnov pod Radhoštěm)“ na Wikimedia Commons                     |
| Maria Kotrby                                   |                                      | 2484200 |                                                                                   |
| Masarykovo náměstí                             |                                      | 631906  | Kategorie „Masaryk square (Rožnov pod Radhoštěm)“ na Wikimedia Commons            |
| Meziříčská                                     |                                      | 631914  | Kategorie „Meziříčská (Rožnov pod Radhoštěm)“ na Wikimedia Commons                |
| Mladějovského                                  |                                      | 739014  | Kategorie „Mladějovského (Rožnov pod Radhoštěm)“ na Wikimedia Commons             |
| Moravská                                       |                                      | 631931  | Kategorie „Moravská (Rožnov pod Radhoštěm)“ na Wikimedia Commons                  |
| Na Drahách                                     |                                      | 739375  | Kategorie „Na Drahách (Rožnov pod Radhoštěm)“ na Wikimedia Commons                |
| Na Harcovně                                    |                                      | 2597217 |                                                                                   |
| Na Končinách                                   |                                      | 739391  | Kategorie „Na Končinách (Rožnov pod Radhoštěm)“ na Wikimedia Commons              |
| Na Pařeničkách                                 |                                      | 739146  | Kategorie „Na Pařeničkách (Rožnov pod Radhoštěm)“ na Wikimedia Commons            |
| Na Stráni                                      |                                      | 632287  | Kategorie „Na Stráni (Rožnov pod Radhoštěm)“ na Wikimedia Commons                 |
| Na Vyhlídce                                    |                                      | 731269  | Kategorie „Na Vyhlídce (Rožnov pod Radhoštěm)“ na Wikimedia Commons               |
| Na zahradách                                   | Altánek nacházející se na této ulici | 632295  | Kategorie „Na Zahradách (Rožnov pod Radhoštěm)“ na Wikimedia Commons              |
| nábřeží Dukelských hrdinů                      |                                      | 631949  | Kategorie „nábřeží Dukelských hrdinů (Rožnov pod Radhoštěm)“ na Wikimedia Commons |
| Nádražní                                       | Ulice ke kostelu Všech Svatých       | 631957  | Kategorie „Nádražní (Rožnov pod Radhoštěm)“ na Wikimedia Commons                  |
| Náměstí Míru                                   |                                      | 631965  | Kategorie „Náměstí Míru (Rožnov pod Radhoštěm)“ na Wikimedia Commons              |
| Nerudova                                       |                                      | 631973  | Kategorie „Nerudova (Rožnov pod Radhoštěm)“ na Wikimedia Commons                  |
| Nezdařilova                                    |                                      | 739324  | Kategorie „Nezdařilova (Rožnov pod Radhoštěm)“ na Wikimedia Commons               |
| Obránců míru                                   |                                      | 632309  | Kategorie „Obránců míru (Rožnov pod Radhoštěm)“ na Wikimedia Commons              |
| Oděská                                         |                                      | 631981  | Kategorie „Oděská (Rožnov pod Radhoštěm)“ na Wikimedia Commons                    |
| Okružní                                        |                                      | 739154  | Kategorie „Okružní (Rožnov pod Radhoštěm)“ na Wikimedia Commons                   |
| Ostravská                                      |                                      | 739022  | Kategorie „Ostravská (Rožnov pod Radhoštěm)“ na Wikimedia Commons                 |
| Palackého                                      |                                      | 631990  | Kategorie „Palackého (Rožnov pod Radhoštěm)“ na Wikimedia Commons                 |
| Partyzánská                                    |                                      | 632007  | Kategorie „Partyzánská (Rožnov pod Radhoštěm)“ na Wikimedia Commons               |
| Pionýrská                                      |                                      | 632015  | Kategorie „Pionýrská (Rožnov pod Radhoštěm)“ na Wikimedia Commons                 |
| Pivovarská                                     |                                      | 632023  | Kategorie „Pivovarská (Rožnov pod Radhoštěm)“ na Wikimedia Commons                |
| Pletařská                                      |                                      | 632317  | Kategorie „Pletařská (Rožnov pod Radhoštěm)“ na Wikimedia Commons                 |
| Plynárenská                                    |                                      | 703621  | Kategorie „Plynárenská (Rožnov pod Radhoštěm)“ na Wikimedia Commons               |
| Pod hrází                                      |                                      | 632325  | Kategorie „Pod hrází (Rožnov pod Radhoštěm)“ na Wikimedia Commons                 |
| Pod Chlacholovem                               |                                      | 739162  | Kategorie „Pod Chlacholovem (Rožnov pod Radhoštěm)“ na Wikimedia Commons          |
| Pod Kozincem                                   |                                      | 632031  | Kategorie „Pod Kozincem (Rožnov pod Radhoštěm)“ na Wikimedia Commons              |
| Pod Kyčerou                                    |                                      | 739031  | Kategorie „Pod Kyčerou (Rožnov pod Radhoštěm)“ na Wikimedia Commons               |
| Pod lesem                                      |                                      | 703630  | Kategorie „Pod lesem (Rožnov pod Radhoštěm)“ na Wikimedia Commons                 |
| Pod Pindulu                                    |                                      | 739049  | Kategorie „Pod Pindulu (Rožnov pod Radhoštěm)“ na Wikimedia Commons               |
| Pod Skalkou                                    |                                      | 632040  | Kategorie „Pod Skalkou (Rožnov pod Radhoštěm)“ na Wikimedia Commons               |
| Pod strání                                     |                                      | 632058  | Kategorie „Pod strání (Rožnov pod Radhoštěm)“ na Wikimedia Commons                |
| Polanského                                     |                                      | 739171  | Kategorie „Polanského (Rožnov pod Radhoštěm)“ na Wikimedia Commons                |
| Polní                                          |                                      | 739057  | Kategorie „Polní (Rožnov pod Radhoštěm)“ na Wikimedia Commons                     |
| Průkopnická                                    |                                      | 632066  | Kategorie „Průkopnická (Rožnov pod Radhoštěm)“ na Wikimedia Commons               |
| Příčná                                         |                                      | 632333  | Kategorie „Příčná (Rožnov pod Radhoštěm)“ na Wikimedia Commons                    |
| Putýrky                                        |                                      | 739189  | Kategorie „Putýrky (Rožnov pod Radhoštěm)“ na Wikimedia Commons                   |
| Radhošťská                                     |                                      | 739065  | Kategorie „Radhošťská (Rožnov pod Radhoštěm)“ na Wikimedia Commons                |
| Rekreační                                      |                                      | 632074  | Kategorie „Rekreační (Rožnov pod Radhoštěm)“ na Wikimedia Commons                 |
| Revoluční                                      |                                      | 632082  | Kategorie „Revoluční (Rožnov pod Radhoštěm)“ na Wikimedia Commons                 |
| Sadová                                         |                                      | 731251  | Kategorie „Sadová (Rožnov pod Radhoštěm)“ na Wikimedia Commons                    |
| Sevastopolská                                  |                                      | 632091  | Kategorie „Sevastopolská (Rožnov pod Radhoštěm)“ na Wikimedia Commons             |
| Sklářská                                       |                                      | 703648  | Kategorie „Sklářská (Rožnov pod Radhoštěm)“ na Wikimedia Commons                  |
| Sladské                                        |                                      | 632104  | Kategorie „Sladské (Rožnov pod Radhoštěm)“ na Wikimedia Commons                   |
| Slezská                                        |                                      | 632112  | Kategorie „Slezská (Rožnov pod Radhoštěm)“ na Wikimedia Commons                   |
| Sluneční                                       |                                      | 659487  | Kategorie „Sluneční (Rožnov pod Radhoštěm)“ na Wikimedia Commons                  |
| Sněžná                                         |                                      | 739197  | Kategorie „Sněžná (Rožnov pod Radhoštěm)“ na Wikimedia Commons                    |
| Sokolská                                       |                                      | 632121  | Kategorie „Sokolská (Rožnov pod Radhoštěm)“ na Wikimedia Commons                  |
| Svazarmovská                                   |                                      | 632139  | Kategorie „Svazarmovská (Rožnov pod Radhoštěm)“ na Wikimedia Commons              |
| Školní                                         |                                      | 631922  | Kategorie „Školní (Rožnov pod Radhoštěm)“ na Wikimedia Commons                    |
| Šlapetova                                      |                                      | 739201  | Kategorie „Šlapetova (Rožnov pod Radhoštěm)“ na Wikimedia Commons                 |
| Televizní                                      |                                      | 703664  | Kategorie „Televizní (Rožnov pod Radhoštěm)“ na Wikimedia Commons                 |
| Tkalcovská                                     |                                      | 739219  | Kategorie „Tkalcovská (Rožnov pod Radhoštěm)“ na Wikimedia Commons                |
| Travinářská                                    |                                      | 632147  | Kategorie „Travinářská (Rožnov pod Radhoštěm)“ na Wikimedia Commons               |
| Tvarůžkova                                     |                                      | 739332  | Kategorie „Tvarůžkova (Rožnov pod Radhoštěm)“ na Wikimedia Commons                |
| Tylovice (článek o katastrálním území Rožnova) |                                      | 632155  | Kategorie „Tylovice“ na Wikimedia Commons                                         |
| Tyršovo nábřeží                                |                                      | 632163  | Kategorie „Tyršovo nábřeží (Rožnov pod Radhoštěm)“ na Wikimedia Commons           |
| U Kantorka                                     |                                      | 739073  | Kategorie „U Kantorka (Rožnov pod Radhoštěm)“ na Wikimedia Commons                |
| U Revíru                                       |                                      | 739227  | Kategorie „U Revíru (Rožnov pod Radhoštěm)“ na Wikimedia Commons                  |
| U trati                                        |                                      | 703656  | Kategorie „U trati (Rožnov pod Radhoštěm)“ na Wikimedia Commons                   |
| Uhliska                                        |                                      | 632171  | Kategorie „Uhliska (Rožnov pod Radhoštěm)“ na Wikimedia Commons                   |
| V Aleji                                        |                                      | 739341  | Kategorie „V Aleji (Rožnov pod Radhoštěm)“ na Wikimedia Commons                   |
| V Mokrém                                       |                                      | 739235  | Kategorie „V Mokrém (Rožnov pod Radhoštěm)“ na Wikimedia Commons                  |
| Valašská                                       |                                      | 632180  | Kategorie „Valašská (Rožnov pod Radhoštěm)“ na Wikimedia Commons                  |
| Ve Včelíně                                     |                                      | 739383  | Kategorie „Ve Včelíně (Rožnov pod Radhoštěm)“ na Wikimedia Commons                |
| Videčská                                       |                                      | 632198  | Kategorie „Videčská (Rožnov pod Radhoštěm)“ na Wikimedia Commons                  |
| Vítězná                                        |                                      | 632201  | Kategorie „Vítězná (Rožnov pod Radhoštěm)“ na Wikimedia Commons                   |
| Volkova                                        |                                      | 739243  | Kategorie „Volkova (Rožnov pod Radhoštěm)“ na Wikimedia Commons                   |
| Za Hážovkou                                    |                                      | 739359  | Kategorie „Za Hážovkou (Rožnov pod Radhoštěm)“ na Wikimedia Commons               |
| Za Školou                                      |                                      | 1425064 | Kategorie „Za Školou (Rožnov pod Radhoštěm)“ na Wikimedia Commons                 |
| Zahradní                                       |                                      | 632341  | Kategorie „Zahradní (Rožnov pod Radhoštěm)“ na Wikimedia Commons                  |
| Zátiší                                         |                                      | 632350  | Kategorie „Zátiší (Rožnov pod Radhoštěm)“ na Wikimedia Commons                    |
| Zemědělská                                     |                                      | 632228  | Kategorie „Zemědělská (Rožnov pod Radhoštěm)“ na Wikimedia Commons                |
| Zuberská                                       |                                      | 694894  | Kategorie „Zuberská (Rožnov pod Radhoštěm)“ na Wikimedia Commons                  |
| Žerotínská                                     |                                      | 739081  | Kategorie „Žerotínská (Rožnov pod Radhoštěm)“ na Wikimedia Commons                |